# 清洁剂

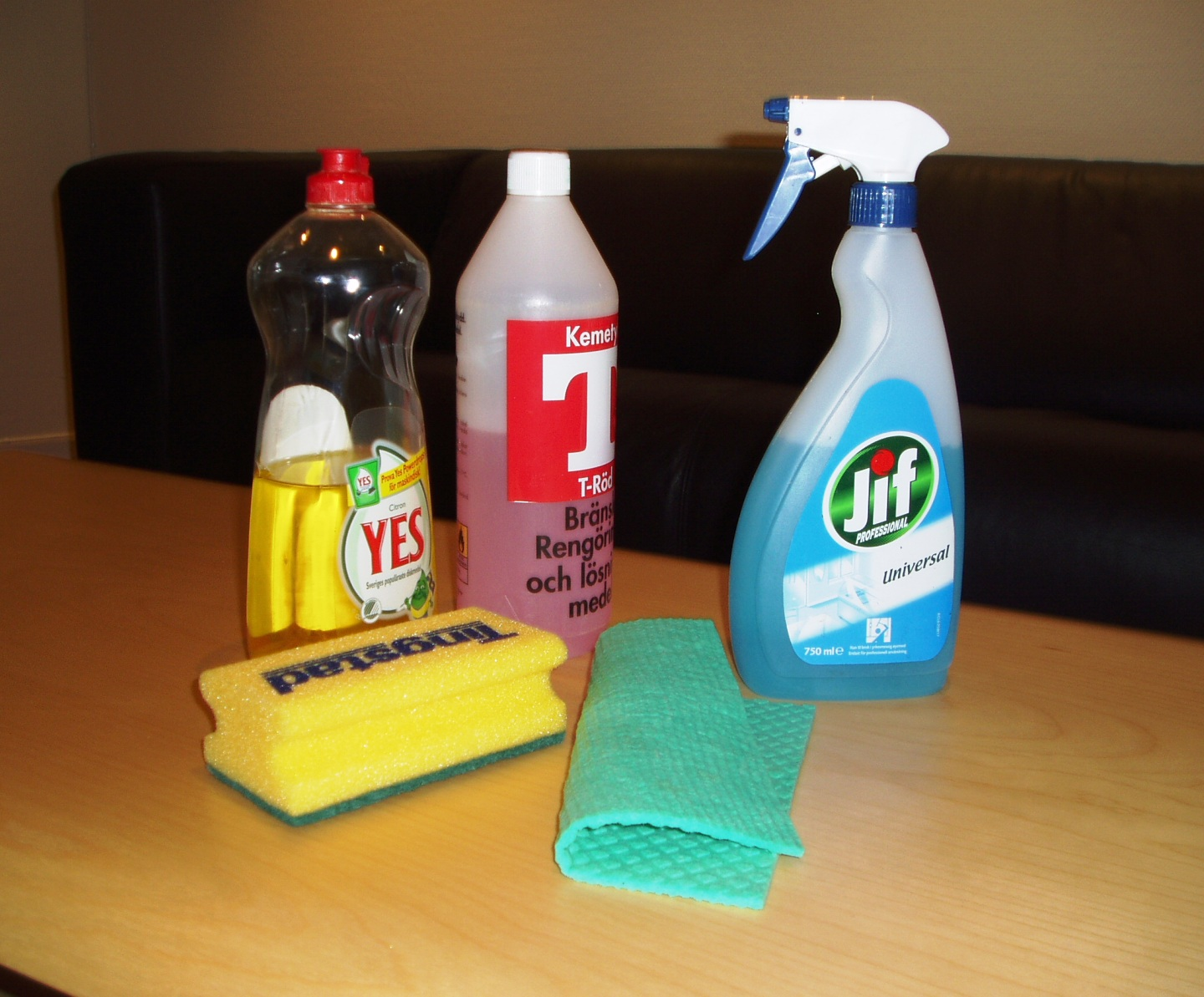

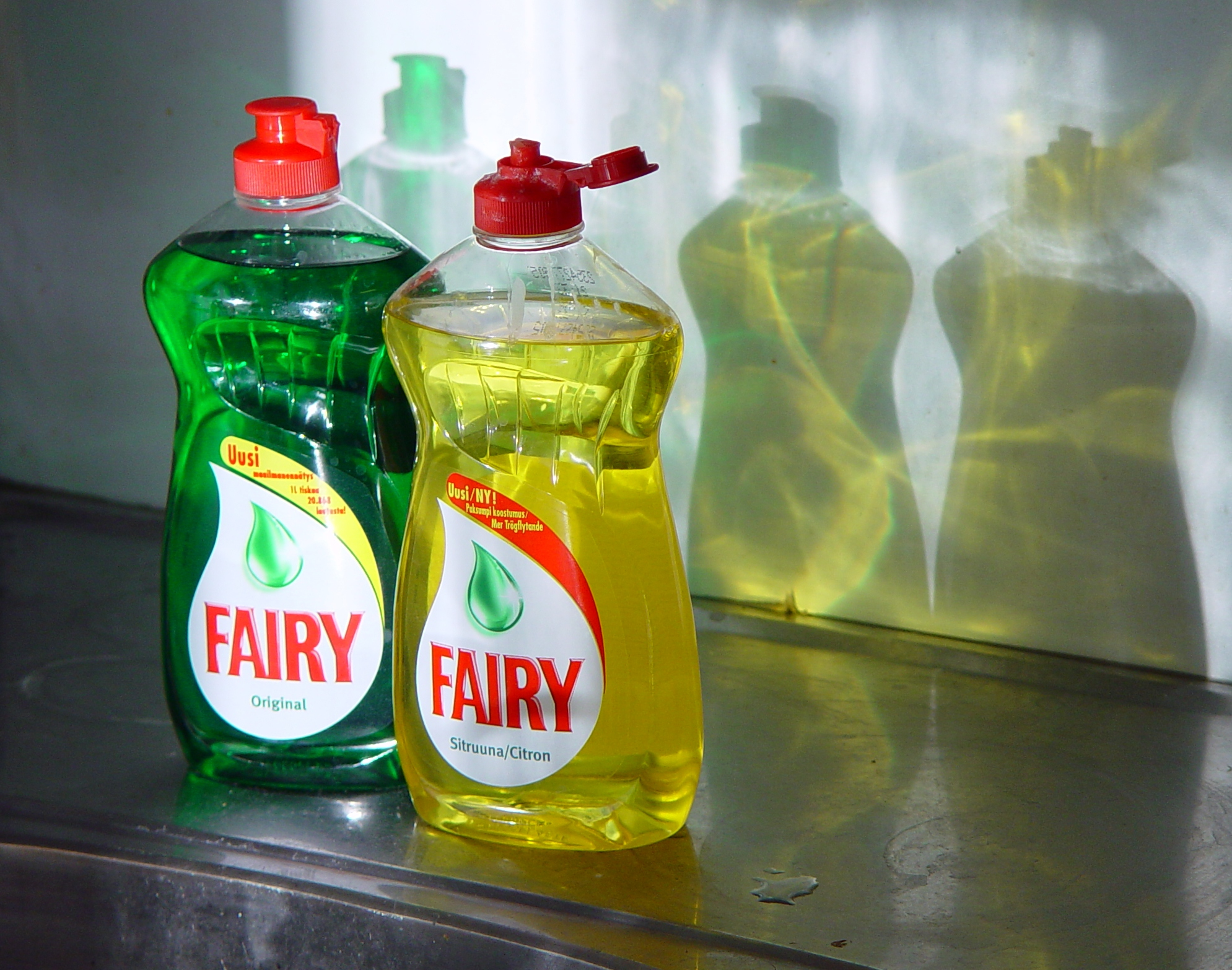

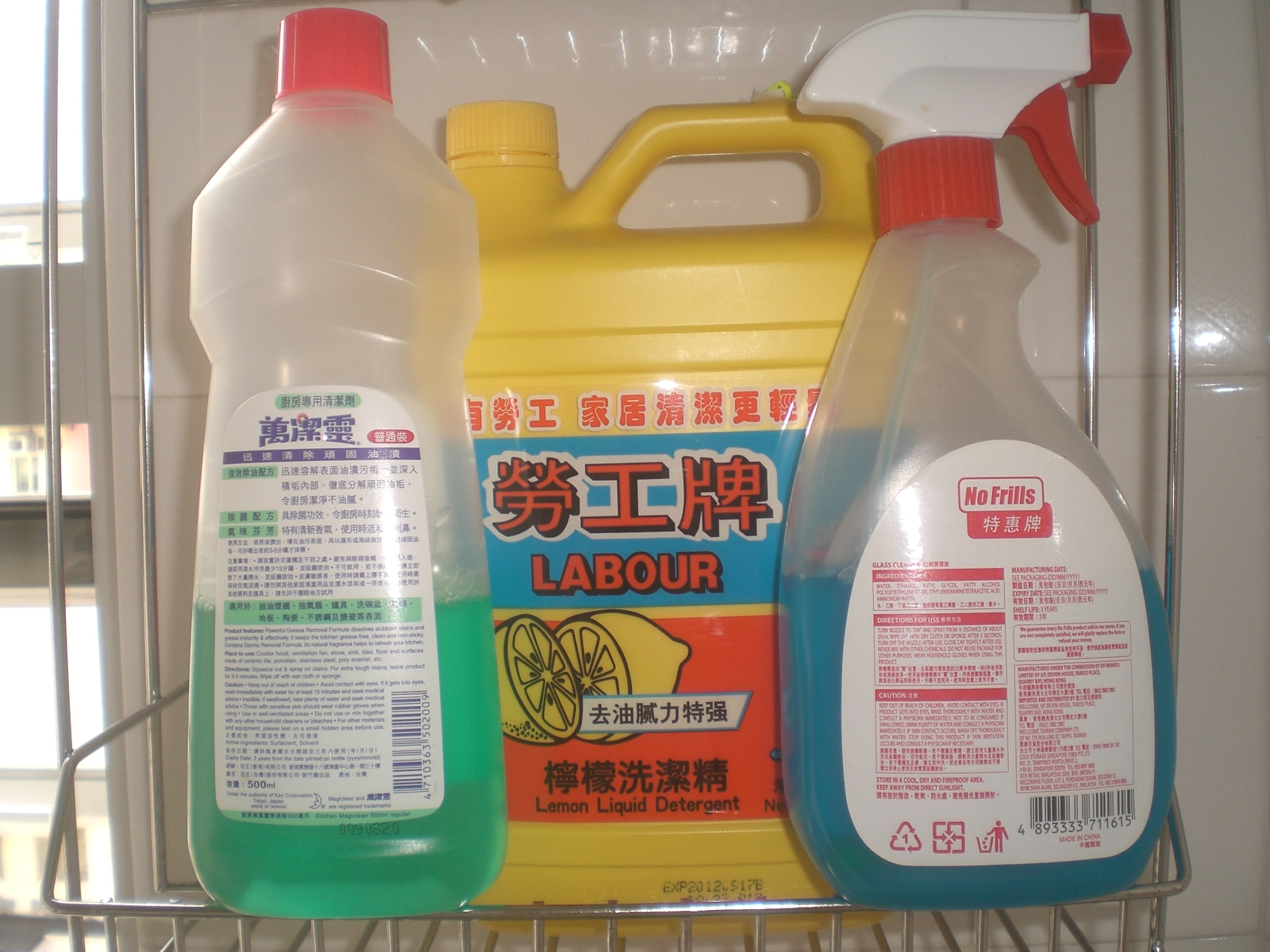
幾種洗潔精

清洁剂是具有清洁功能的化学品，是在稀溶液中具有清潔特性的表面活性劑或表面活性劑的混合物。洗滌劑種類繁多，常見的一類是烷基苯磺酸鹽，它們是更易溶於硬水的肥皂狀化合物。

## 组成
清洁剂基本上都为水溶液。除此之外，组分还有：
- 表面活性剂
- 研磨剂
- 用于调节pH的物质，有时加入酸以除锈和腐蚀有机分子
- 硬水软化剂，参见硬水
- 氧化剂，用于漂白、消毒和分解有机分子
- 酶：分解污渍中的蛋白质、脂肪和碳水化合物，或改变纤维手感
- 发泡剂，产生或去除泡沫
- 增强美感的化学品，如增白剂、纤维软化剂、染料和香水等
- 稀释剂

## 种类
以下是几种常用的清洁剂：
- 铬酸洗液：由重铬酸钾和浓硫酸配置，具有氧化性和酸性，用于清洗化学仪器上的污点
- 表面活性剂：通常由一个极性头和一个非极性尾组成，用于去除难溶于水的污渍
- 肥皂
- 洗衣粉
- 漂白剂：通常含次氯酸盐成分，原理为其氧化性
- 稀盐酸：用于去除碱性的污渍，如马桶中的结块
- 碳酸钠溶液：用于去除油渍，其原理为酯在碱溶液中水解，参见皂化反应
- 小蘇打粉溶液：常用於居家清潔，利用皂化反应，將油汙帶離物體表面。